# Chrysso spiniventris

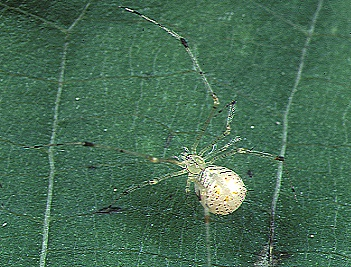
Vrouwtje

Chrysso spiniventris là một loài nhện trong họ Theridiidae.
Loài này thuộc chi Chrysso. Chrysso spiniventris được Octavius Pickard-Cambridge miêu tả năm 1869.

## Hình ảnh

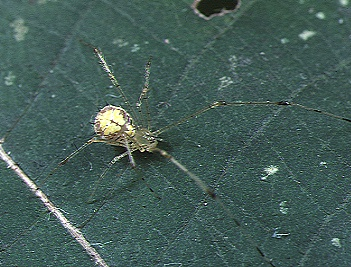
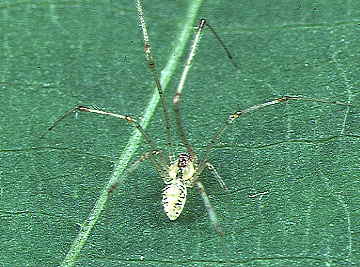